# Microthrissa whiteheadi
Microthrissa whiteheadi és una espècie de peix pertanyent a la família dels clupeids.

## Descripció
- Pot arribar a fer 5,7 cm de llargària màxima.[4][5]

## Hàbitat
És un peix d'aigua dolça, pelàgic i de clima tropical (10°N-10°S).

## Distribució geogràfica
Es troba a Àfrica: la República Democràtica del Congo.

## Observacions
És inofensiu per als humans.